# Bocoy
Bocoy (též bocoyo nebo bocoya) je stará jednotka objemu používaná na Kubě. Její velikost je v některých zdrojích uváděna jako 662,43 litrů (tj. asi 175 amerických galonů), podle jiných ale odpovídala jen 136,27 litrům. Dále se dělila na šest barrile.